# Natação nos Jogos Europeus de 2015 - 800 m livre feminino
A competição dos 800 metros livre feminino foi um dos eventos da natação nos Jogos Europeus de 2015, em Baku, no Azerbaijão. Foi disputada no Centro Aquático de Baku no dia 23 de junho.

## Calendário
Horário de verão do Azerbaijão (UTC+5).
| Data        | Horário | Fase  |
| ----------- | ------- | ----- |
| 23 de junho | 19:12   | Final |

## Medalhistas
| Ouro   | GBR Holly Hibbott            |
| Prata  | RUS Anastasiya Kirpichnikova |
| Bronze | ESP Marina Castro            |

## Recordes
Antes desta competição, os recordes mundiais e dos jogos europeus dessa prova eram os seguintes:
| Tipo                       | Atleta            | Tempo   | Local      | Data                |
| -------------------------- | ----------------- | ------- | ---------- | ------------------- |
|                            | USA Katie Ledecky | 8m11s00 | Shenandoah | 22 de junho de 2014 |
| Recorde dos Jogos Europeus | Não estabelecido  | –       |            |                     |

Os seguintes recordes mundiais ou dos jogos europeus foram estabelecidos durante esta competição:
| Data        | Evento | Nome          | Nacionalidade | Tempo   | Notas                      |
| ----------- | ------ | ------------- | ------------- | ------- | -------------------------- |
| 23 de junho | Final  | Holly Hibbott | Reino Unido   | 8:39.02 | Recorde dos Jogos Europeus |

## Resultado final
A final foi realizada no dia 23 de junho.
| Pos.              | Bateria | Raia | Nadadora                 | Nacionalidade    | Tempo   | Notas                      |
| ----------------- | ------- | ---- | ------------------------ | ---------------- | ------- | -------------------------- |
| Medalha de ouro   | 3       | 4    | Holly Hibbott            | GBR Grã-Bretanha | 8:39.02 | Recorde dos Jogos Europeus |
| Medalha de prata  | 3       | 8    | Anastasiya Kirpichnikova | RUS Rússia       | 8:39.73 |                            |
| Medalha de bronze | 3       | 2    | Marina Castro            | ESP Espanha      | 8:45.51 |                            |
| 4                 | 3       | 6    | Sveva Schiazzano         | ITA Itália       | 8:46.64 |                            |
| 5                 | 3       | 5    | Paulina Piechota         | POL Polônia      | 8:47.20 |                            |
| 6                 | 3       | 1    | Janka Juhász             | HUN Hungria      | 8:50.21 |                            |
| 7                 | 3       | 3    | Josephine Tesch          | GER Alemanha     | 8:51.73 |                            |
| 8                 | 2       | 5    | Giovanna La Cava         | ITA Itália       | 8:51.88 |                            |
| 9                 | 2       | 4    | Léa Marchal              | FRA França       | 8:54.28 |                            |
| 10                | 2       | 2    | Lea Boy                  | GER Alemanha     | 8:56.12 |                            |
| 11                | 2       | 3    | Esther Huete             | ESP Espanha      | 8:56.75 |                            |
| 12                | 3       | 7    | Mariana Petrova          | RUS Rússia       | 8:59.44 |                            |
| 13                | 2       | 8    | Julia Adamczyk           | POL Polônia      | 9:05.52 |                            |
| 14                | 2       | 6    | Valeriya Timchenko       | UKR Ucrânia      | 9:07.82 |                            |
| 15                | 2       | 1    | Anna-Marie Benešová      | CZE Chéquia      | 9:10.36 |                            |
| 16                | 1       | 6    | Sunneva Friðriksdóttir   | ISL Islândia     | 9:11.90 |                            |
| 17                | 2       | 7    | Aino Otava               | FIN Finlândia    | 9:13.40 |                            |
| 18                | 2       | 0    | Jill Benne               | SUI Suíça        | 9:14.73 |                            |
| 19                | 1       | 3    | Kristina Miletić         | CRO Croácia      | 9:14.76 |                            |
| 20                | 1       | 2    | Emilia Colti Dumitrescu  | ROU Romênia      | 9:15.63 |                            |
| 21                | 1       | 7    | Greta Gataveckaitė       | LTU Lituânia     | 9:16.00 |                            |
| 22                | 2       | 9    | Maja Uduč                | SLO Eslovênia    | 9:21.36 |                            |
| 23                | 1       | 4    | Ana Rita Faria           | POR Portugal     | 9:22.19 |                            |
| 24                | 1       | 5    | Esther Uhl               | AUT Áustria      | 9:30.63 |                            |
| 25                | 1       | 1    | Harpa Ingþórsdóttir      | ISL Islândia     | 9:30.65 |                            |

Legenda
| Recorde mundial            | Recorde mundial (World record)                     |                       | Recorde africano                      | Recorde africano (African) |                                           | Q | Classificado por posição (Qualified) |
| Recorde dos Jogos Europeus | Recorde dos Jogos Europeus (European Games record) | Recorde da América    | Recorde da América (Americas)         | q                          | Classificado por melhor tempo (Qualified) |   |                                      |
| Melhor marca do ano        | Melhor marca do ano (World leading)                | Recorde asiático      | Recorde asiático (Asian)              | DNS                        | Não largou (Did not start)                |   |                                      |
| Recorde nacional           | Recorde nacional (National record)                 | Recorde europeu       | Recorde europeu (European)            | DNF                        | Não terminou (Did not finish)             |   |                                      |
| Recorde pessoal            | Recorde pessoal do atleta (Personal best)          | Recorde da Oceania    | Recorde da Oceania (Oceania)          | DSQ / DQ                   | Desclassificado (Disqualified)            |   |                                      |
| Recorde da temporada       | Recorde da temporada do atleta (Season best)       | Recorde sul-americano | Recorde sul-americano (South America) | NM                         | Sem marca (No mark)                       |   |                                      |